# Buren
Buren  è una municipalità dei Paesi Bassi di 25 880 abitanti situata nella provincia di Gheldria. È stato creato nel 1999.